# Grand Prix Číny 2018
Grand Prix Číny 2018 (oficiálně Formula 1 2018 Heineken Chinese Grand Prix) se jela na okruhu Shanghai International Circuit v Šanghaji v Číně dne 15. dubna 2018. Závod byl třetím v pořadí v sezóně 2018 šampionátu Formule 1.

## Kvalifikace
| Poř.                       | No. | Jezdec            | Konstruktér               | Časy v kvalifikaci | Časy v kvalifikaci | Časy v kvalifikaci | Pořadí na startu |
| Poř.                       | No. | Jezdec            | Konstruktér               | Q1                 | Q2                 | Q3                 | Pořadí na startu |
| -------------------------- | --- | ----------------- | ------------------------- | ------------------ | ------------------ | ------------------ | ---------------- |
| 1                          | 5   | Sebastian Vettel  | Ferrari                   | 1:32.171           | 1:32.385           | 1:31.095           | 1                |
| 2                          | 7   | Kimi Räikkönen    | Ferrari                   | 1:32.474           | 1:32.286           | 1:31.182           | 2                |
| 3                          | 77  | Valtteri Bottas   | Mercedes                  | 1:32.921           | 1:32.063           | 1:31.625           | 3                |
| 4                          | 44  | Lewis Hamilton    | Mercedes                  | 1:33.283           | 1:31.914           | 1:31.675           | 4                |
| 5                          | 33  | Max Verstappen    | Red Bull Racing-TAG Heuer | 1:32.932           | 1:32.809           | 1:31.796           | 5                |
| 6                          | 3   | Daniel Ricciardo  | Red Bull Racing-TAG Heuer | 1:33.877           | 1:32.688           | 1:31.948           | 6                |
| 7                          | 27  | Nico Hülkenberg   | Renault                   | 1:33.545           | 1:32.494           | 1:32.532           | 7                |
| 8                          | 11  | Sergio Pérez      | Force India-Mercedes      | 1:33.464           | 1:32.931           | 1:32.758           | 8                |
| 9                          | 55  | Carlos Sainz Jr.  | Renault                   | 1:33.315           | 1:32.970           | 1:32.819           | 9                |
| 10                         | 8   | Romain Grosjean   | Haas-Ferrari              | 1:33.238           | 1:32.524           | 1:32.855           | 10               |
| 11                         | 20  | Kevin Magnussen   | Haas-Ferrari              | 1:33.359           | 1:32.986           |                    | 11               |
| 12                         | 31  | Esteban Ocon      | Force India-Mercedes      | 1:33.585           | 1:33.057           |                    | 12               |
| 13                         | 14  | Fernando Alonso   | McLaren-Renault           | 1:33.428           | 1:33.232           |                    | 13               |
| 14                         | 2   | Stoffel Vandoorne | McLaren-Renault           | 1:33.824           | 1:33.505           |                    | 14               |
| 15                         | 28  | Brendon Hartley   | Scuderia Toro Rosso-Honda | 1:34.013           | 1:33.795           |                    | 15               |
| 16                         | 35  | Sergej Sirotkin   | Williams-Mercedes         | 1:34.062           |                    |                    | 16               |
| 17                         | 10  | Pierre Gasly      | Scuderia Toro Rosso-Honda | 1:34.101           |                    |                    | 17               |
| 18                         | 18  | Lance Stroll      | Williams-Mercedes         | 1:34.285           |                    |                    | 18               |
| 19                         | 16  | Charles Leclerc   | Sauber-Ferrari            | 1:34.454           |                    |                    | 19               |
| 20                         | 9   | Marcus Ericsson   | Sauber-Ferrari            | 1:34.914           |                    |                    | 20               |
| 107% času vítěze: 1:38.622 |     |                   |                           |                    |                    |                    |                  |
| Zdroj:                     |     |                   |                           |                    |                    |                    |                  |

Poznámky
1. ↑  Marcus Ericsson obdržel trest posunu o 5 míst vzad za ignorování žlutých vlajek během kvalifikace.

## Závod
| Poř.   | No. | Jezdec            | Konstruktér               | Počet kol | Čas/Odstoupení | Pořadí na startu | Body |
| ------ | --- | ----------------- | ------------------------- | --------- | -------------- | ---------------- | ---- |
| 1      | 3   | Daniel Ricciardo  | Red Bull Racing-TAG Heuer | 56        | 1:35:36.380    | 6                | 25   |
| 2      | 77  | Valtteri Bottas   | Mercedes                  | 56        | +8.894         | 3                | 18   |
| 3      | 7   | Kimi Räikkönen    | Ferrari                   | 56        | +9.637         | 2                | 15   |
| 4      | 44  | Lewis Hamilton    | Mercedes                  | 56        | +16.985        | 4                | 12   |
| 5      | 33  | Max Verstappen    | Red Bull Racing-TAG Heuer | 56        | +20.436        | 5                | 10   |
| 6      | 27  | Nico Hülkenberg   | Renault                   | 56        | +21.052        | 7                | 8    |
| 7      | 14  | Fernando Alonso   | McLaren-Renault           | 56        | +30.639        | 13               | 6    |
| 8      | 5   | Sebastian Vettel  | Ferrari                   | 56        | +35.286        | 1                | 4    |
| 9      | 55  | Carlos Sainz Jr.  | Renault                   | 56        | +35.763        | 9                | 2    |
| 10     | 20  | Kevin Magnussen   | Haas-Ferrari              | 56        | +39.594        | 11               | 1    |
| 11     | 31  | Esteban Ocon      | Force India-Mercedes      | 56        | +44.050        | 12               |      |
| 12     | 11  | Sergio Pérez      | Force India-Mercedes      | 56        | +44.725        | 8                |      |
| 13     | 2   | Stoffel Vandoorne | McLaren-Renault           | 56        | +49.373        | 14               |      |
| 14     | 18  | Lance Stroll      | Williams-Mercedes         | 56        | +55.490        | 18               |      |
| 15     | 35  | Sergej Sirotkin   | Williams-Mercedes         | 56        | +58.241        | 16               |      |
| 16     | 9   | Marcus Ericsson   | Sauber-Ferrari            | 56        | +1:02.604      | 20               |      |
| 17     | 8   | Romain Grosjean   | Haas-Ferrari              | 56        | +1:05.296      | 10               |      |
| 18     | 10  | Pierre Gasly      | Scuderia Toro Rosso-Honda | 56        | +1:06.330      | 17               |      |
| 19     | 16  | Charles Leclerc   | Sauber-Ferrari            | 56        | +1:22.575      | 19               |      |
| 20     | 28  | Brendon Hartley   | Scuderia Toro Rosso-Honda | 51        | Převodovka     | 15               |      |
| Zdroj: |     |                   |                           |           |                |                  |      |

Poznámky
1. ↑  Max Verstappen obdržel trest přičtení 10 sekund k času v cíli za způsobení kolize.
2. ↑  Pierre Gasly obdržel trest přičtení 10 sekund k času v cíli za způsobení kolize.
3. ↑  Brendon Hartley odstoupil ze závodu, ale byl klasifikován, protože odjel více než 90 % délky závodu.

## Průběžné pořadí po závodě
Pohár jezdců
|   | Pořadí | Jezdec           | Body |
| - | ------ | ---------------- | ---- |
|   | 1      | Sebastian Vettel | 54   |
|   | 2      | Lewis Hamilton   | 45   |
|   | 3      | Valtteri Bottas  | 40   |
| 3 | 4      | Daniel Ricciardo | 37   |
|   | 5      | Kimi Räikkönen   | 30   |

Pohár konstruktérů
|   | Pořadí | Konstruktér               | Body |
| - | ------ | ------------------------- | ---- |
| 1 | 1      | Mercedes                  | 85   |
| 1 | 2      | Ferrari                   | 84   |
| 1 | 3      | Red Bull Racing-TAG Heuer | 55   |
| 1 | 4      | McLaren-Renault           | 28   |
|   | 5      | Renault                   | 25   |